# Пульчинув
Пульчинув (пол. Pulczynów) — село в Польщі, у гміні Фрамполь Білґорайського повіту Люблінського воєводства.
Населення — 173 особи (2011).
У 1975-1998 роках село належало до Замойського воєводства.

## Демографія
Демографічна структура станом на 31 березня 2011 року:
|          | Загалом | Допрацездатний вік | Працездатний вік | Постпрацездатний вік |
| -------- | ------- | ------------------ | ---------------- | -------------------- |
| Чоловіки | 87      | 17                 | 56               | 14                   |
| Жінки    | 86      | 12                 | 49               | 25                   |
| Разом    | 173     | 29                 | 105              | 39                   |